# Geysérite

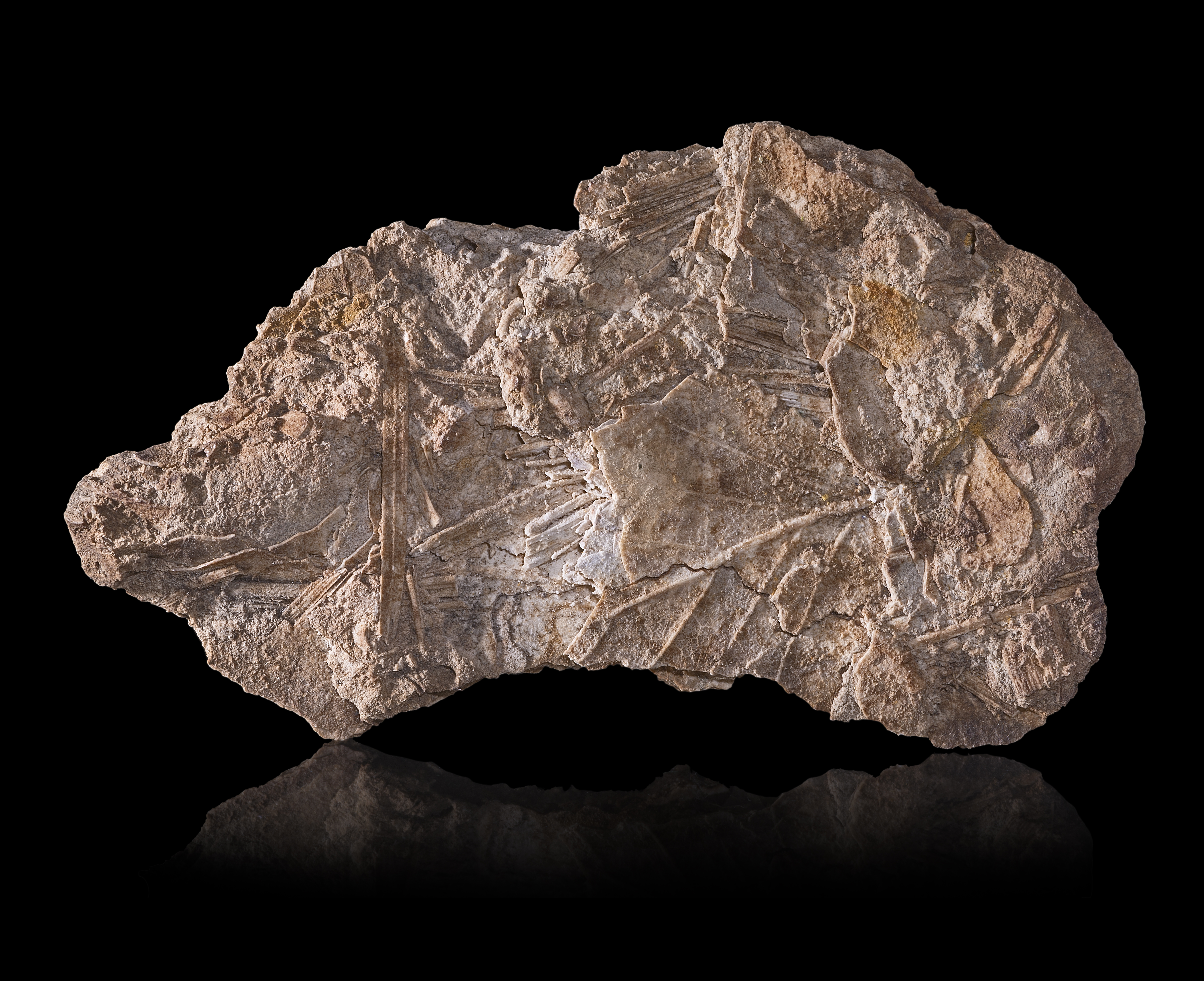
Geysérite d'Islande (9 cm).

La geysérite est une forme de dioxyde de silicium SiO2 trouvée à proximité des sources chaudes et des geysers. Il s'agit d'une variété d'opale spécifique à ces environnements. Les traces des plus anciennes formes de vie terrestre connues ont été observées en mai 2017 dans une geysérite de 3,48 milliards d'années découverte dans le craton de Pilbara, en Australie-Occidentale.